# ブラック・ボックス (お笑いコンビ)
ブラック・ボックスは、オフィス北野所属のお笑いコンビ。1994年結成。2004年解散。

## 概要
NSC8期生を卒業し、上京後は地道にライブ活動をしていたが、俳優としても活動したいと思ったルビーが、テアトルアカデミー主宰の劇団に入り、同じく所属していた赤P-MANを誘い1994年にコンビを結成。当初は「パンテオン」というコンビ名で活動。1997年頃に「ブラック・ボックス」と改名。2人共にデビュー当初かなりの男前キャラで通っており、ライブなどでも女性からの支持も高く人気もあった。
コントや漫才では2人ともオフィス北野所属芸人では珍しく近畿地方出身ということもあり、やや関西弁でネタを披露してた。コントではルビー演じる奇妙なキャラクターに対し、赤P-MANがツッコむというシュールなネタを軸とした。
2004年に解散。解散理由に関しては公の場で明らかにしてはいないが、不仲による解散ではないとされる。もし不仲による解散ならば同じたけし軍団のお宮の松と共に、『あらびき団』や『鶴瓶のうるさすぎる新年会』などで披露した『ガムテープレスリング』のネタの実現は皆無に等しい。ダイオウイカ夫は自身のブログで「現在でも赤P-MANとは仲良い」との発言もしている。

## メンバー
赤P-MAN（あかぴーまん、旧芸名：P-MAN、本名：加藤孝之（かとうたかゆき）、1970年9月7日 - ）京都府出身。ツッコミ担当
身長173cm、血液型A型
外苑警備隊のKIDと元ぴんぽんずの松崎直哉（現:ヲタル）とともにヒップホップグループ『狂舞詩（くるぶし）』のメンバーでもあり、『熱唱オンエアバトル』（NHK総合）にも出場し、オンエアを獲得している。
解散後はピン芸人として活動。
ルビー浅丘モレロ（ルビーあさおかモレロ、本名・旧芸名：前大輔（まえ だいすけ）、2002年頃まで本名で活動。1969年7月11日 - ）和歌山県出身。ボケ担当
身長173cm、血液型AB型
吉本総合芸能学院(NSC)8期生。同期に千原兄弟、バッファロー吾郎などがいる。
解散後はピン芸人として、幾度の改名を経てやくみつゆとして活動中。

## 出演

### テレビ出演
- 天才・たけしの元気が出るテレビ!!（日本テレビ）
- ブレイクもの!（フジテレビ）
- ウッチャンナンチャンの炎のチャレンジャーこれができたら100万円!! （テレビ朝日）- 「芸能人限定72時間耐久 断食し続けられたら100万円」に挑戦。
- AHERA（テレビ朝日）
- 特捜TV!ガブリンチョ（テレビ朝日）
- 大学王（テレビ朝日）
- 超次元タイムボンバー（テレビ朝日）
- 朝までたけし軍団（テレビ朝日）
- タイムショック21（テレビ朝日）
- 神出鬼没!タケシムケン（テレビ朝日）
- 黄金ボキャブラ天国（フジテレビ）- キャッチフレーズは「予選落ちくん」
- 足立区のたけし、世界の北野（フジテレビ）
- たけしの斉藤寝具店（フジテレビ）
- ここがヘンだよ日本人（TBSテレビ）- 「日本の芸は外国人に通用するのかコンテスト」に出演。前説やレポーターも担当。
- 桂芸能社!（TBSテレビ）
- 爆笑オンエアバトル （NHK総合）戦績1勝4敗 最高365KB
  - 初年度から出場し、一度だけオンエアを獲得し一年ごとに出場するも、その後1勝もすることなく4連敗を喫してしまう。
  - 赤P-MANはコンビ解散後一度だけ収録に挑戦している。結果は237KBで9位オフエアだった。
- 出動!ミニスカポリス（テレビ東京）
- たけしの誰でもピカソ（テレビ東京）
- 電波少年に毛が生えた 最後の聖戦（日本テレビ）- 「日本ポッチャリ党」のコーナーに出演。
- ドラマコントスペシャル「ブラぴ笑店」（テレビ朝日）- ぴんぽんずとの合同コント深夜特番。
- おばあちゃんの知恵（スカパー）
- チャンネル北野（フジテレビ721）

### 出演映画
- Dolls（北野武監督作品、2002年）
- 座頭市（北野武監督作品、2003年）
- アキレスと亀（北野武監督作品、2008年、解散後出演）

### ライブ出演
- オフィス北野ライブ
- ビタミン寄席
- 笑ギャラリー
- バカ爆走
- ザッツ笑ライブ